# NGC 2288
NGC 2288 is een elliptisch sterrenstelsel in het sterrenbeeld Tweelingen. Het hemelobject werd op 22 februari 1849 ontdekt door Johnstone Stoney, assistent van de Ierse astronoom William Parsons.

## Synoniemen
- MCG 6-15-11
- ZWG 175.17
- PGC 19714